# Air Malta
Air Malta (estilizado air malta) fue una aerolínea comercial de pasajeros que cubría destinos internacionales desde su base de operaciones, el Aeropuerto Internacional de Malta, siendo la aerolínea de bandera de Malta desde su fundación por el gobierno en 1973 hasta el cese de operaciones al final de marzo de 2024 debido a las continuas pérdidas económicas de la compañía. El gobierno maltés fundó en reemplazo a KM Malta Airlines, que inmediatamente continuó las operaciones de vuelo, pero sin encargarse de la sucesión legal de Air Malta PLC.

## Historia
Poco después de la Segunda Guerra Mundial, se formaron varias pequeñas aerolíneas privadas en Malta. Entre ellos estaban "The Malta Instone Airline", "BAS (Malta) Ltd" y "Malta Airlines". En 1947, las dos primeras compañías se fusionaron para formar "Air Malta Ltd" en competencia con la segunda. Finalmente, en 1951, Malta Airlines absorbió las operaciones de Air Malta Ltd y continuó operando a través de un acuerdo con la "BEA (British European Airways)" hasta 1973. Los propietarios de "Air Malta Ltd" utilizaron sus bienes inmuebles, personal y equipo para establecer una compañía de asistencia en tierra llamada "MAS (Malta Aviation Service)". 

### Primeros años
El 21 de marzo de 1973 se establece por una Resolución de la Cámara de los Representantes de Malta  la fundación de una nueva aerolínea nacional. El gobierno maltés designó a Albert Mizzi como presidente de la aerolínea e hizo un llamado para que como socio, una aerolínea internacional ayudara  y finalmente Pakistan International Airlines (PIA), entonces considerada como la mejor aerolínea de Asia, fue seleccionada. El nombre elegido para la nueva aerolínea era similar al de su precursor, "Air Malta Co Ltd" y fue registrada como sociedad anónima el 30 de marzo de 1973. Un día antes, el primer ministro de Aviación Civil había concedido a la empresa una licencia de vuelo de diez años con efecto a partir del 1 de abril de 1973. Concedieron la licencia sujeta al control eficaz de la línea aérea y que en cualquier momento serían ejercidos por el Gobierno, por los ciudadanos de Malta o por las empresas incorporadas conforme a las leyes del país. 
Air Malta se estableció el 31 de marzo de 1973. BEA fue contratada para continuar sus operaciones en Malta, esta vez para "Air Malta", hasta el primer vuelo de la nueva empresa el 1 de abril de 1974. Tanto Malta Airlines como Malta Aviation Services fueron asumidas por el gobierno y los propietarios privados recibieron una participación en Air Malta Co. Ltd. que comenzó sus operaciones con 2 Boeing 720B arrendados a Pakistan International Airlines, con rutas previstas desde Malta a Londres, Birmingham, Mánchester, Roma, Fráncfort, París y Trípoli. Con el tiempo, junto con los dos aviones originales, se compraron tres Boeing 720B más. En su trayectoria la lista de rutas a Europa, África y el Mediterráneo Oriental ascendió al alrededor de 50. 
En 1981, tres Boeing 737-200 fueron arrendados, estos tuvieron tanto éxito que, en 1983 se entregaron 3 nuevos Boeing 737-200. En 1986, Air Malta compró 3 nuevos Boeing 737-200, y en 1987 ordenó su primer Airbus A320 . En 1989, Air Malta ejerció una opción para un A320 más, y en 1992, se ordenaron 3 Boeing 737-300 más y se ordenaron 4 Avro RJ70 para rutas a Catania y Palermo , y a nuevos destinos como Túnez y Monastir .
Después de la apertura del Aeropuerto Internacional de Malta en 1992, Air Malta creó CargoSystems , que incluye el transporte de carga en los aviones, dándole tanta importancia a las operaciones de carga, que se decidió aumentarlas. En 1994, Air Malta inauguró un centro de carga en el aeropuerto. También fue durante este tiempo que comenzó un acuerdo de código compartido con Trans World Airlines .
Desde principios de la década de 1990 hasta el otoño de 2004, una filial llamada Malta Air Charter, un tiempo también conocida como Gozo Wings, operó un servicio de transporte a la isla vecina de Gozo con varios Mil Mi-8, arrendados en sistema Wet-Lease. Air Malta también participó en Medavia, que opera con máquinas turboprop principalmente dentro de Libia para apoyar a la industria petrolera.

### Milenio en adelante
Entre 2002 y 2007, Air Malta se embarcó en un programa de reemplazo de flota, optando por cambiar todos los aviones por los Airbus A319 y A320. El último avión en este orden, un A320, fue entregado el 22 de marzo de 2007.
Air Malta tenía alrededor de 190 acuerdos de emisión de boletos interlínea con otras aerolíneas de la IATA . Según la revisión trimestral de la Asociación de Aerolíneas Europeas de mayo de 2006, Air Malta es la aerolínea que perdió la menor cantidad de equipaje de pasajeros. La cantidad de equipaje perdido en el primer trimestre de 2006 fue de 4.1 bolsas faltantes por cada 1000 pasajeros.
Desde el horario de invierno 2006/2007, Air Malta inició un código compartido con Lufthansa, con la cual también operaba conjuntamente una base de mantenimiento en el Aeropuerto de Malta.
En invierno, la aerolínea a menudo arrendaba aviones para maximizar las ganancias durante la temporada baja. En septiembre de 2007, por ejemplo, Air Malta celebró dos acuerdos con Etihad Airways, con sede en Abu Dabi, mediante los cuales Air Malta alquiló 2 aviones Airbus a Etihad Airways durante el período de invierno que comenzó el 1 de septiembre de 2007, y proporcionó soporte operativo a otro avión Airbus A320 arrendado por Etihad Airways. En enero y febrero de 2009, Air Malta alquiló un A320 a Sky Airline de Chile. De 2011 a 2014, Air Malta alquiló otro A320 a Sky Airline .
En 2012, Air Malta se sometió a un proceso de cambio de marca, lo que causó cierta controversia ya que los títulos en aviones y señalización solo decían Malta, omitiendo la palabra Air . La aerolínea insistió en que esto no fue un cambio de nombre, y el nombre completo de la aerolínea sigue siendo Air Malta. Además, en los motores mantenían las siglas airmalta.com . El primer avión que mostró los nuevos colores fue el Airbus A320-200 9H-AEN en el Salón Aeronáutico Internacional de Malta 2012. El segundo y último día del espectáculo, el A320 y un Spitfire realizaron un despegue como acto de cierre.
Como una conmemoración de los 40 años de operación de la aerolínea, la aerolínea pintó un A320-200, en colores retro, que representa la librea utilizada en los Boeing 720B.
En junio de 2017, el recién nombrado Ministro de Turismo anunció la reestructuración de Air Malta. Esto también fue confirmado por el presidente recién nombrado. Air Malta luego abrió una serie de nuevas rutas, incluidas Túnez, Málaga (reducida a temporada en 2019), Comiso (terminada después del verano de 2018), Kiev, Lisboa, Casablanca, Southend (terminada en 2019) y Cagliari (posteriormente reducida solo de junio a septiembre). Mánchester y Frankfurt fueron reiniciados después de ser brevemente terminados.
En marzo de 2019, la aerolínea anunció que había obtenido una ganancia de € 1.2 millones en el año fiscal de 2018. Esta ganancia es la primera que la aerolínea ha obtenido en 18 años.
El 1 de abril de 2019, Air Malta celebró 45 años desde que comenzó sus primeras operaciones e inició una reestructuración con objetivo de aumentar su flota a 14 aviones. Los planes de reestructuración incluyeron el reemplazo de la flota con aviones Airbus A320 Neo más nuevos, así como vuelos inaugurales a Asia y América del Norte con aviones Airbus A321LR.

### Cese de operaciones
En octubre de 2023 se dio a conocer el cierre la de las operaciones de vuelo para el 31 de marzo de 2024, después de que la Comisión Europea rechazara definitivamente las solicitudes del gobierno maltés de una nueva y continua ayuda estatal de millones de dólares para la empresa. En continuación el gobierno maltés fundó KM Malta Airlines como sucesora aerolínea de bandera, pero no como sucesora legal de Air Malta.

## Flota

### Flota histórica
A lo largo de su historia, Air Malta operó los siguientes aviones:
| Aeronaves                 | Total | Introducido | Retirado | Matrículas |
| ------------------------- | ----- | ----------- | -------- | --- |
| Airbus A310-200           | 2     | 1994        | 1995     | OO-SCI y D-AICM |
| Airbus A319-100           | 9     | 2001        | 2023     | D-AILF, D-AILN, 9H-AEG, 9H-AEH, 9H-AEJ, 9H-AEL, 9H-AEM, 9H-XFW y LY-KIT |
| Airbus A320-200           | 26    | 1990        | 2024     | 9H-ABP, S5-AAB, 9H-AED, 9H-ABX, 9H-ABQ, YL-LCC, 9H-ADZ, 9H-AFE, 9H-EMU, 9H-ADY, YL-LCO, 9H-AHR, ES-SAV, 9H-AEF, 9H-AMH, 9H-AER, 9H-AEI, 9H-AEK, 9H-AMP, 9H-AEN, 9H-AEO, LY-NVI, 9H-AEP, 9H-AEQ, YL-LDE, 9H-MLZ, 9H-SLD, 9H-SLH, 9H-MLD, LY-MLJ, 9H-MLP, 9H-HUB, 9H-MLC, 9H-SWN, 9H-MLL y 9H-MLO |
| Airbus A320neo            | 6     | 2018        | 2024     | 9H-NEO, 9H-NEB, 9H-NEC, 9H-NED, 9H-NEE y 9H-NEF |
| Avro RJ70                 | 4     | 1994        | 2005     | 9H-ACM, 9H-ACN, 9H-ACO y 9H-ACP |
| BAC 1-11-500              | 1     | 1975        | 1975     | G-AYOP |
| Boeing 707                | 4     | 1977        | 1988     | G-AZTG, 9G-ACN (rrg. G-BHOX), ST-AHG (rrg. 9G-ACO y G-TJAC) y CS-TBU |
| Boeing 720                | 8     | 1974        | 1990     | 9H-AAK, 9H-AAL, AP-AMG (rrg. 9H-AAM), AP-AMJ (rrg. 9H-AAN), OY-APV, TF-VLC, TF-VLB y 9H-AAO |
| Boeing 727-100            | 2     | 1976        | 1987     | N287AT y N692WA |
| Boeing 727-200            | 6     | 1988        | 1992     | OB-1303, G-BPNS, N502AV, N504AV, N2818W y YU-AKL |
| Boeing 737-200            | 9     | 1980        | 2004     | PH-TVC, PH-TVE, PH-TVP, 9H-ABA, 9H-ABB, 9H-ABC, 9H-ABE, 9H-ABF y 9H-ABG |
| Boeing 737-300            | 12    | 1993        | 2008     | YU-ANI, 9H-ADP, 9H-ACS, 9H-ACT, PH-OZB, 9H-ADM, 9H-ADN, 9H-ABR, 9H-ABS, 9H-ABT, 9H-ADH y 9H-ADI |
| Boeing 737-400            | 5     | 1998        | 2018     | LY-GTW, 9H-ADO, 9H-ADJ, 9H-ADK y 9H-ADL |
| Boeing 737-500            | 1     | 2001        | 2001     | OY-MAA |
| Boeing 737-700            | 2     | 2000        | 2000     | OY-MRB y OY-MRA |
| Boeing 737-800            | 3     | 2010        | 2022     | LY-UNO, LY-DUE y OK-TVM |
| BAe 146-200               | 1     | 1993        | 1993     | G-OSAS |
| British Aerospace ATP     | 1     | 1992        | 1993     | CS-TGL |
| Convair 880               | 2     | 1977        | 1979     | N48062 y N48059 |
| McDonnell Douglas DC-9-30 | 1     | 1979        | 1980     | OE-LDC |
| McDonnell Douglas MD-90   | 1     | 2008        | 2008     | HB-JIB |
| Vickers Viscount          | 1     | 1969        | 1973     | G-AOHI |

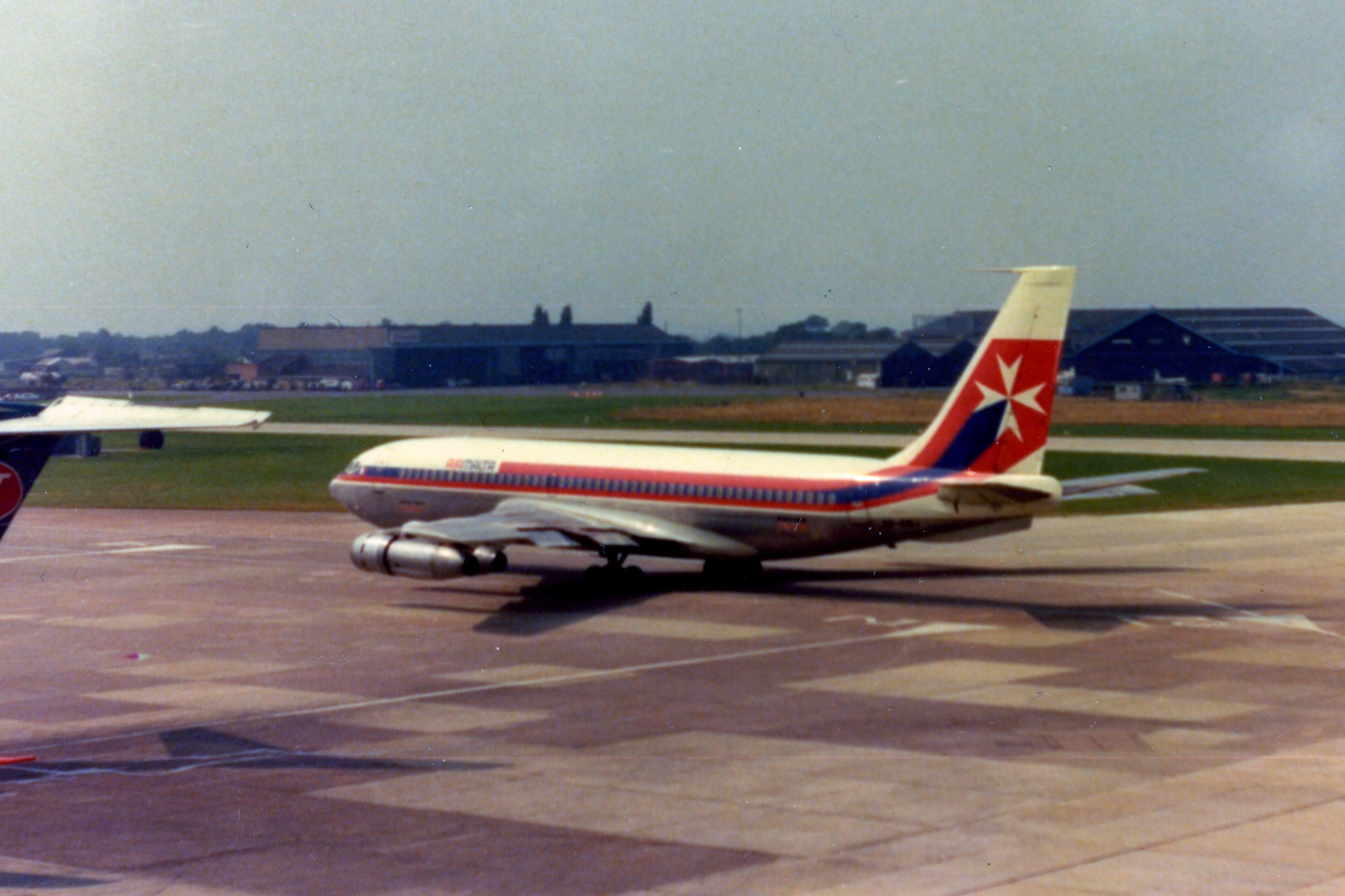
Boeing 720 de Air Malta en el Aeropuerto de Mánchester en 1975.
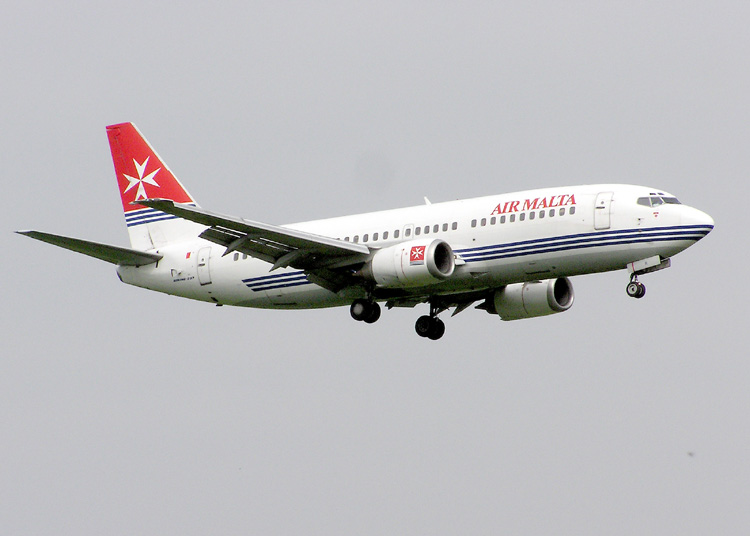
Boeing 737-300 de Air Malta, ya retirado de la flota, aterrizando en el Aeropuerto de Londres-Gawick en 2004.
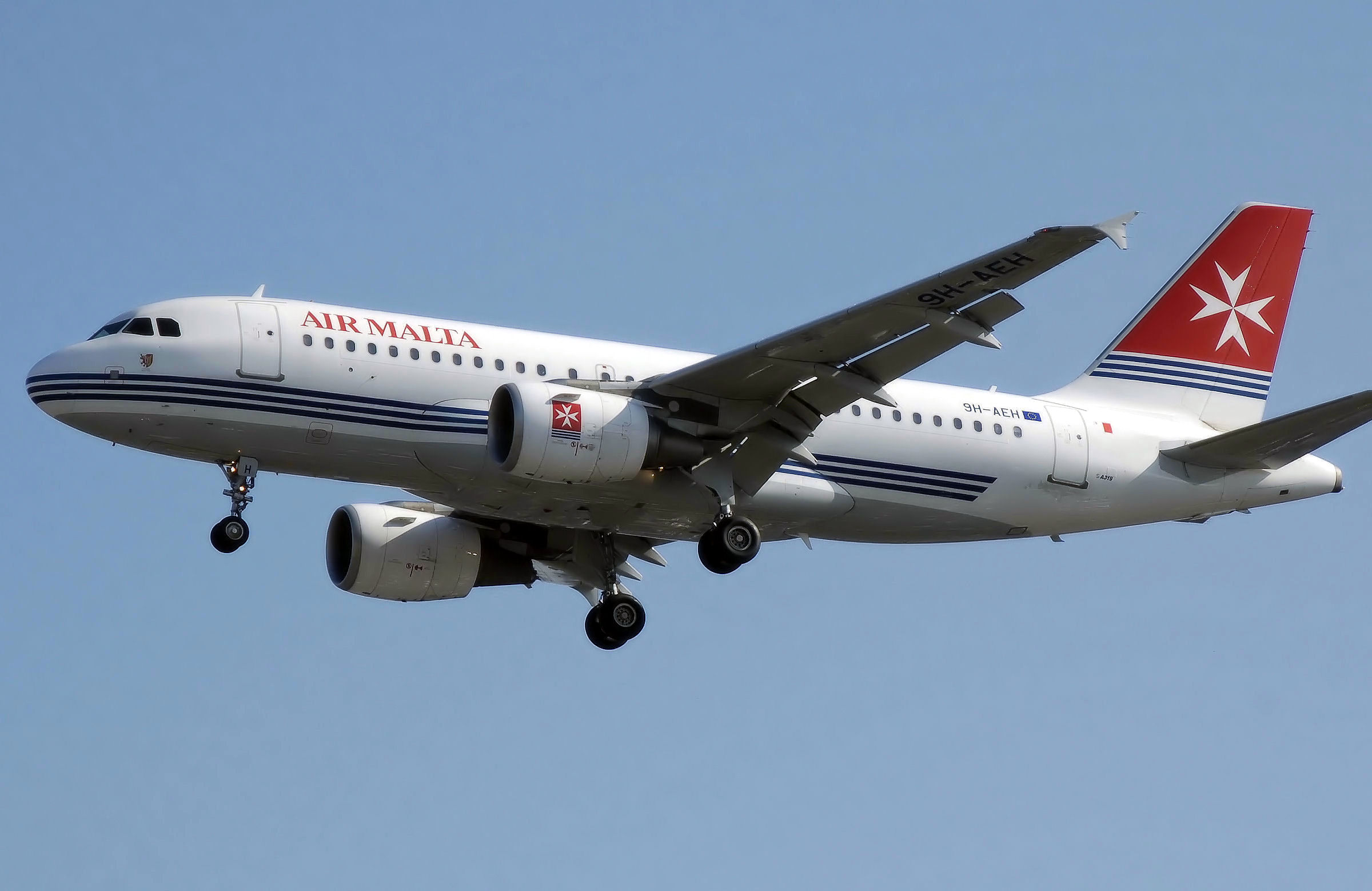
Airbus A319-100 de Air Malta aterrizando en el Aeropuerto de Londres-Heathrow.

## Accidentes e incidentes
- El 31 de octubre de 1981, después de que un Boeing 737-200 aterrizó en El Cairo, Egipto, mientras descargaba el equipaje dos bombas explotaron e hirieron a 4 personas. Más tarde se encontró una tercera bomba que no pudo detonar.[12][13]
- El 9 de junio de 1997, el vuelo 830 de Air Malta, un Boeing 737-200, fue secuestrado por dos turcos en un vuelo de Malta a Estambul, Turquía. Exigieron la liberación de Mehmet Ali Ağca. El secuestro terminó en Colonia, Alemania donde se rindieron después de tres horas, no hubo víctimas entre los 74 pasajeros y 6 tripulantes.[14]